# Летальна доза
Лета́льна до́за, смертельна доза (ЛД, СД, LD; англ. lethal dose) — кількість речовини чи фізичного чинника (радіації), що при поглинанні її тілом викликає смерть.
Оскільки опір змінюється від однієї людини до іншої, «смертельна доза» — це доза зазвичай на кілограм ваги тіла.
Летальна концентрація (ЛК, СК, LC; англ. lethal concentration) використовується для газу і твердих частинок — концентрація потенційно токсичної речовини в довкіллі, що спричиняє смерть протягом певного часу її експозиції.